# سن-آلبان، کبک
سن-آلبان (به فرانسوی: Saint-Alban) شهری در منطقه شهری پورتنوف ناحیه کاپیتل-ناسیونال در استان کبک کانادا است. در سرشماری سال ۲۰۱۱ این شهر ۱٬۱۴۳ نفر جمعیت داشته‌است و مساحت آن ۱۵۰٫۵۵ کیلومتر مربع است.